# Valdosta
Valdosta es una ciudad ubicada en el condado de Lowndes en el estado estadounidense de Georgia. En el año 2000 tenía una población de 43.724 habitantes.

## Geografía
Valdosta se ubica en las coordenadas 30°50′48″N 83°16′59″O / 30.84667, -83.28306 (30.846661, -83.283101).
Según la Oficina del Censo, la ciudad tiene un área total de 78,4 km² (30,3 mi²), de la cual 77,5 km² (29,9 mi²) es tierra y 0,9 km² (0 mi²) (1,10%) es agua.

## Demografía
Según la Oficina del Censo, en 2000 los ingresos medios por hogar en la localidad eran de $29,046, y los ingresos medios por familia eran $38,174. Los hombres tenían unos ingresos medios de $27,281 frente a los $20,807 para las mujeres. La renta per cápita para la localidad era de $16,472.

## Valdosta en la ficción
- Partes de la novela de Fannie Flagg Fried Green Tomatoes at the Whistle Stop Cafe tienen a Valdosta por escenario.
- En la novela de ciencia ficción de Allen Steele Coyote Frontier, ambientada en el año 2070, en Valdosta se localiza Camp Buchanan, un campo de concentración para intelectuales liberales disidentes.
- Algunas escenas de la película Ernest in the Army tienen lugar en Valdosta, si bien toda la película se filmó en Sudáfrica.
- Algunas escenas de la película Zombieland, protagonizada por Woody Harrelson, se rodaron en las calles de Valdosta y el cercano parque temático Wild Adventures.[2]